# Vestas V90-3MW
Le Vestas V90-3MW, costruite dalla ditta danese Vestas sono dei generatori eolici ad asse orizzontale, ad elica tri-pala a sopravvento (upwind) che utilizzano sistemi di controllo dell'angolazione d'attacco delle pale (pitch control) e il generatore DFIG (versione a 50 Hz). Fin dalla sua presentazione la Vestas ha installato più di 500 unità di questo tipo in tutto il mondo.
La V90-3MW è un'evoluzione della V80 con diverse differenze, tra queste l'utilizzo di un generatore refrigerato ad olio, e l'utilizzo di un unico fornitore (Hansen) per il moltiplicatore di giri (gearbox), che attualmente è inserito direttamente nel mozzo piuttosto che collegato tramite l'utilizzo di un albero lento.
Il peso relativamente basso è stato uno dei motivi del successo di questa turbina, difatti la pubblicità puntava sul fatto che la turbina fosse capace di fornire circa il 50% di potenza in più con lo stesso peso della V80.
La V90-3MW non deve essere confusa con la V90-2MW che essenzialmente è una V80-2MW con le pale più lunghe.
Esistono modelli sia per la terraferma (onshore) che per il mare aperto (offshore), queste ultime sono versioni speciali del modello terrestre con trattamenti appositi atti a contrastare la corrosione causata dal sale.

## Dettagli tecnici
| Parametro                | Valore                                                          |
| ------------------------ | --------------------------------------------------------------- |
| Potenza quotata          | 3000 kW                                                         |
| Concetto                 | Velocità variabile, generatore DFIG con pitch control           |
| Diametro del rotore      | 90m                                                             |
| Controllo della velocità | Controllo indipendente dell'angolo d'attacco per ogni pala      |
| Generatore               | Refrigerato ad acqua, molti fornitori principalmente Vestas     |
| Scatola del cambio       | Hansen, due ingranaggi planetari e uno elicoidale, passo ~1:100 |
| Cut In                   | 4 m/s                                                           |
| Rated                    | 15 m/s                                                          |
| Cut Out                  | 25 m/s                                                          |

## Vita operativa
La prima turbina eolica V90-3MW venne installata nel nord della Germania nel maggio del 2002 ma durante gli esordi non godette di buona reputazione a causa del basso tasso di disponibilità (per guasti o manutenzione) di e bassa adattabilità alle caratteristiche del vento. Di conseguenza vennero installate 15 turbine per test in varie zone del mondo con differenti condizioni climatiche prima di iniziare la produzione industriale. In definitiva la V90-3MW fu testata in più luoghi rispetto alla V80-2MW. In seguito a una serie di problemi con il moltiplicatore di giri, nel 2007 il modello V90-3MW venne ritirato per la vendita in ambito offshore, prima della sua ri-certificazione per la dislocazione offshore nel maggio del 2008 .

## Differenze tra il modello V90-3 e il V90-2/V80
- Il modello V90 non utilizza l'albero lento, il mozzo è direttamente collegato al moltiplicatore di giri
- Il generatore è refrigerato a liquido (con un sistema di raffreddamento addizionale associato).
- Torre di costruzione più leggera.
- Forma diversa del retro della navicella per far alloggiare il sistema di refrigerazione.
- L'aerogeneratore V90-3 usa esclusivamente moltiplicatore di giri fabbricato dalla Hansen Transmissions (dal 2011 ZF Wind Power)
- Struttura addizionale nella narice del pignone del rotore con una botola per la fuga.
- Freno a disco per bloccare il rotore.
- Costruzione delle pale che incorpora fibre di carbonio nell'asse principale di ogni pala.
- Schermi anti-vortice nelle pale.

## Modalità di rumore
La turbina V90-3MW può essere impostata una tra cinque diverse 'modalità di rumore'. Ogni modalità viene pre-programmata nel software della turbina come parte dell'installazione, e se successivamente può essere cambiata. Ogni modalità diversa implica una curva di potenza diversa, e dunque per avere un funzionamento più silenzioso si sacrifica una parte della potenza massima ottenibile. La diminuzione del rumore viene ottenuta grazie a correzioni automatiche dell'angolo d'attacco della pala. 

## Differenze con le versioni installate in USA e Canada
Per ragioni di licenza operativa, il modello a 60 Hz venduto nei mercati di USA e Canada utilizzano un sistema convertitore lievemente diverso, permettendo il flusso di potenza soltanto a una via attraverso il convertitore del rotore, piuttosto che il flusso di potenza a due vie usato nella versione standard. Questa restrizione non si applica ai modelli a 60 Hz venduti in altre regioni (ad.es. in Giappone).

## Identificazione
L'aerogeneratore V90-3MW si può distinguere dalla meno potente V80 basandosi dalla forma della gondola, che nel retro ha un profilo troncato.

## Sistemazione offshore

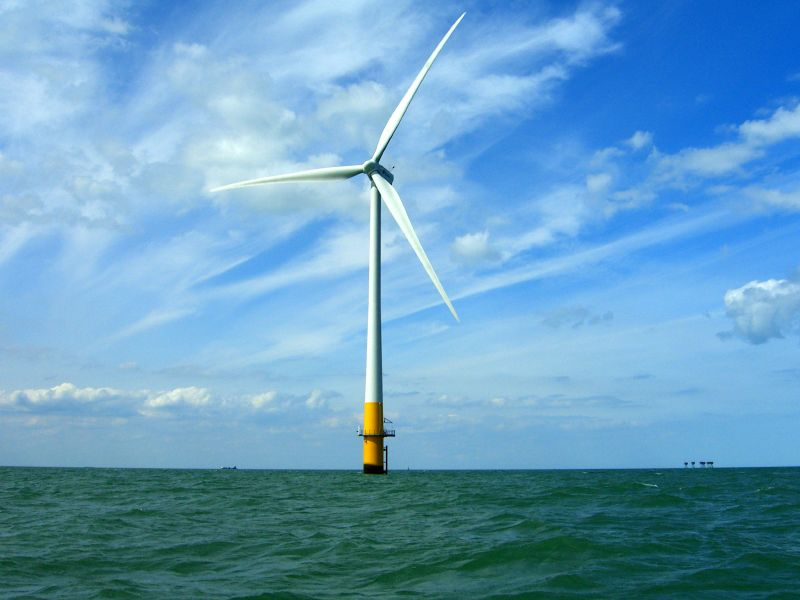
Aerogeneratori Vestas V90-3MW della Kentish Flats Offshore Wind Farm.

La massa relativamente bassa della gondola e pignone, nota come THM (top head mass) rende la V90-3MW interessante per l'utilizzo offshore.
- Barrow Offshore Wind (30 unità in funzione)
- Kentish Flats Offshore Wind Farm (30 unità in funzione)
- Egmond aan Zee (36 unità in funzione)
- Robin Rigg Wind Farm (60 unità in costruzione)
- Thanet Offshore Wind Project (100 turbine proposte[3])

## Produzione
La Nacelle (gondola o navicella) della turbina eolica V90 è stata progettata e costruita in Danimarca presso lo stabilimento di Ringkøbing dall'esordio fino agli inizi del 2008, momento un cui la produzione venne spostata in parte presso lo stabilimento di Taranto.
A partire dal 2011 e fino ad ottobre 2013 la nacelle venne fabbricata esclusivamente nella fabbrica "Vestas Nacelles Italia" di Taranto, a gennaio 2014 la produzione delle Nacelle venne spostata in Spagna presso lo stabilimento di León e chiusa la fabbrica di Taranto.
Le pale vengono prodotte dalla fabbrica "Vestas Blades Italia" di Taranto mentre le torri degli aerogeneratori provengono da diversi fornitori spesso locali.